# Mieczysław Kurowski

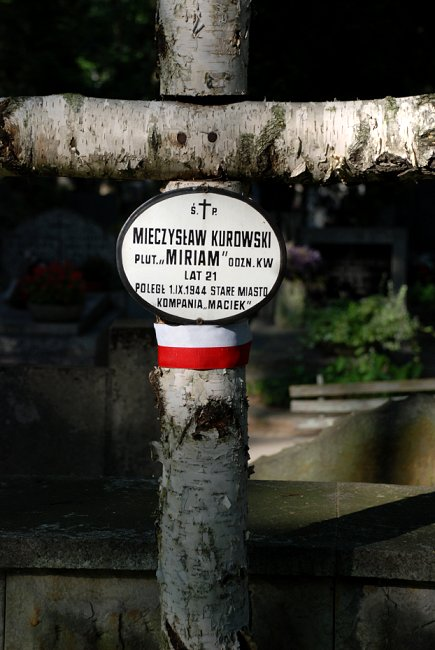
Nad mogiłą na Powązkach Wojskowych

Mieczysław Kurowski ps. Miriam (ur. 29 sierpnia 1923, zm. 1 września 1944 w Warszawie) – plutonowy, uczestnik powstania warszawskiego jako żołnierz III plutonu 1. kompanii „Maciek” batalionu „Zośka”.
Podczas okupacji hitlerowskiej działał w konspiracji. Uczestniczył m.in. w akcji „Sonderwagen”. Zginął 1 września 1944 podczas walk powstańczych na Starym Mieście. Miał 21 lat. Pochowany w kwaterach żołnierzy i sanitariuszek batalionu „Zośka” na Wojskowych Powązkach w Warszawie (kwatera A20-2-10).
Został odznaczony Krzyżem Walecznych.